# Loxandrus infimus
Loxandrus infimus är en skalbaggsart som beskrevs av Bates. Loxandrus infimus ingår i släktet Loxandrus och familjen jordlöpare. Inga underarter finns listade i Catalogue of Life.